# Carlo Brioschi (astronome)
Pour l’article homonyme, voir Carlo Brioschi.
 (juillet 2022).
Si vous disposez d'ouvrages ou d'articles de référence ou si vous connaissez des sites web de qualité traitant du thème abordé ici, merci de compléter l'article en donnant les références utiles à sa vérifiabilité et en les liant à la section « Notes et références ».
Carlo Maria Rocco Francesco Saverio Brioschi (Milan, 15 août 1782 - Naples, 29 janvier 1833) était un astronome et géodésien italien, professeur d'astronomie à l'Université de Naples et directeur de l'Observatoire astronomique de Capodimonte.